# (11087) Yamasakimakoto
(11087) Yamasakimakoto est un astéroïde de la ceinture principale.

## Description
(11087) Yamasakimakoto est un astéroïde de la ceinture principale. Il fut découvert le 15 octobre 1993 à Kitami par Kin Endate et Kazuro Watanabe. Il présente une orbite caractérisée par un demi-grand axe de 2,22 UA, une excentricité de 0,19 et une inclinaison de 3,5° par rapport à l'écliptique.

## Compléments